# 瓦尼的瑪麗
瓦尼的瑪麗（Marie of Oignies，1177年—1213年），出生於尼韋爾（現今比利時境內），是一個貞女（Begunie）。1215年，詹姆斯·維特里（James of Vitry）開始把瑪麗的生活記錄下來，這些生活記錄亦加強後人對貞女的認識。
瑪麗沒有遵循當時傳統的隱修生活，而是以一種自由形式的虔誠生活，過著一知部得極端的禁慾神秘主義。據說瑪麗領受許多來自上帝的異象：她不會吃肉、總穿著白色的衣服，並常以自虐的形式生活，又會因思想基督的受苦而不受控制地激動哭泣，這種激烈的流淚亦成為她最大的特徵。雖然瑪麗的生命並不多為人認知，但她對神的屬靈追求及極端的神秘主義確實是影響了當時不少的信徒，尤其是當時的婦女。

## 背景
自第十三及十四世紀，在歐洲出現了新的宗教奉獻和屬靈上表達的形式，當中包括了許多女性神秘主義的出現。神秘主義是指人們努力與上帝保持沉思或經驗的關係，他們亦會推行生活上的屬靈實踐，包括長期禁食、剝奪自己睡眠的時間或自殘、經歷欣喜若狂的經驗、不自覺的哭泣等等。事實上，女性幾乎是這個時期的神秘主義參與者的象徵。
在這個時期，有不同的修道院設立，其中一所是瓦尼修院。在歷史上雖然瓦尼修院只是屬一所十二至二十人的溫和小修道院，但它卻擁有兩個中世紀南部低地國家最大名聲的人物，其中一名就是女性神秘主義者瑪麗，她的禁慾、神秘主義及半修道院的生活，成為北歐女性仿效的典範，這些女性皆被稱為貞女。
有人認為瓦尼的瑪麗也許是最早的貞女。婦女（特別是平民的婦女）一直在教會裡沒有什麼發聲的機會，但瑪麗的出現試圖把這情況改變。這個早期的女權主義由詹姆斯·維特里和康提姆普雷的托馬斯記錄下來。

## 生平
瑪麗於1177年出生於比利時尼韋爾的列日教區，一個富有、備受尊敬的家庭。她的父母會穿著優雅的衣服，是一個貴族家庭。然而，瑪麗卻因著奢侈的生活而感到不安。每當她回憶聖經的某些經文，特別是彼得前書3：3和提摩太後書2：9的內容，便會感到自責，因為當中提到對穿戴昂貴服裝者的責備。因此為著表現對基督的敬虔，瑪麗漸漸藐視優雅的衣服，逐漸穿著如施洗約翰般粗糙和簡單的衣服，例如她經常穿著象徵洗禮的白色長袍。如此的服飾，正正揭示出她的生活與其身處的貴族世界有著很大我差別。然而，後來因為她知道任何一種極端的形像都是不好的，所以她在衣著上又作出了調節，但仍堅持在樸素之餘，不會過於襤褸。
其後，她被修道院的生活吸引。她常常將自己與其他孩子隔離。因著她喜愛孤獨禱告的生活，曾被她的父母嘲笑為一個過於嚴肅和虔誠的孩子。於1191年，當時14歲的瑪麗在父母的安排下結婚，但卻與丈夫開始過敬虔的生活。所謂敬虔的生活，是指她沒有以修女的形式生活，而是透過說服丈夫一同加入她那進深的禱告生活，並一同奉獻給慈善機構參與慈善工作。不久，瑪麗在獲得丈夫的同意下，搬至位於奧尼斯的聖尼古拉斯的奧古斯丁修道院居住。
最後瑪麗離開丈夫，加入了雅克·德·維特里管治的瓦尼。她的個人奉獻為她帶來名望，瓦尼的人民為她帶來物質上很充足的支援。並說服托馬斯·坎特普雷成為一位神父。有關她服侍及靈性上的消息迅速蔓延到整個法國，當中巴黎神學的學生詹姆斯·維特里於1208年慕名而刻意前往尋找她，並以她作為自己信仰旅程尋求的指南，一直留在她的身邊，他更稱她為自己的屬靈母親，最後在1215年左右，寫了一部關於她生命的傳記，成為第一位記載瑪麗生命的人。
瑪麗宣稱她得到了與基督身體特別聯合的恩賜，這個聯合其中一個特別之處就是她可以辨別被聖化和未被聖化之物，她誓言她只吃被聖化的薄餅。至於未聖化之物，她聲稱會使她生病。最終，瑪麗於1213年逝世，終年三十六歲，她的屍體被發現時是極度消瘦及遍體鱗傷。而她的遺物被放置在瓦尼的教堂後面，其中一座銀色房子。雖然在瑪麗我生命中經歷了很多物質上的缺乏，但她卻表示自己在基督裡的喜樂從未動搖過。

## 靈性操練

### 婚姻生活
瑪麗於婚後與其丈夫一起過著簡單及貧窮的生活，他們主要的工作是照顧威蘭布魯的麻風病人，也會一起透過工作來追求敬虔的宗教式生活。他們致力幫助他人，他們動用了自己的財產去支持醫院的服務，其熱心的事奉贏得了美好的名聲。在接下來的十年間，她的慈善服務以及更重要的自我犧牲精神，為她在社會上有很高的聲譽。為了追求更簡樸的屬靈生命，在1207年，瑪麗決定離開丈夫和威蘭布魯的麻風病人，與在瓦尼附近的婦女共同生活以追求更內在的屬靈生活。瑪麗這種生活方式令她的追隨者數量增加，她對工作的忠誠及那奉獻的心激發了其他年輕女性加入她。
瑪麗與約翰用信心把他們所擁有的給予窮人。他們不是獨自的去事奉，而是常常夫妻一起事奉。他們整天照顧病人和陪伴將死之人，滿足他們身體和靈性上的需要。在她的事奉晚期，她離開了她的事奉工場。但她仍然會照顧和探訪有病患的人，只是她減少了事奉的時間，而放了更多的時間與主親近。

### 禁食
瑪麗小心地提醒自己不要沉迷於食物和飲料，所以她平常飲食消耗得很少。在雅克·德維特里的書中提到她主要吃素食，當中沒有肉或酒，只有很少的魚，而且分量非常少。她喜歡吃已經放置很長時間和變硬的麵包，這些麵包會把她的嘴弄傷，甚至會出血。瑪麗喜歡這種麵包和嘴出血的象徵意義，因為這些血代表她自己能夠參與基督的聖事，與他一同流著血。

### 禱告
在雅克的作品裡面指出瑪麗無論什麼時間、從事什麼活動也在不斷的禱告。雅克說她幾乎每一個行動都是通過禱告完成的，她的禱告被認為是有效對抗魔鬼的。除了日常的禱告外，她也會在聖母瑪利亞教堂定期進行跪拜，例如她在一次為期四十天的禱告中，做了一千一百次重複的跪拜。根據記載，她透過做一些十字的標誌，就可以有效地驅逐邪靈，離開病人的身體。

### 極端禁慾主義
極端禁慾主義伴隨著劇烈的禁慾主義和體力勞動，此外也加入了許多新的神秘恩賜。瑪麗所執行的極端禁慾主義，包括了極端的禁食行為，她限制自己不吃任何肉類，有時會一個星期不吃任何東西。儘然瑪麗推行禁食，但她卻相信聖餐能為她的身體帶來轉變，把她的身體化作復活的身體。
除了禱告和冥想之外，她會使用體罰作為她對上帝奉獻的一部分，她傷害自己的身體來進行贖罪。她為了感受到痛苦，剝削自己一些自然的需要，包括減少自己的睡眠時間，並且會睡在木板上和用繩索束腰。她所相信的是身體不是她自己的，她模仿被釘十字架的基督所忍受類似的酷刑經歷。她懇求她的丈夫採取貞潔的誓言，希望他承諾奉獻貞潔給上帝。 瑪麗抗拒與丈夫過著奢侈生活形態，隨後一起尋求貧窮的生活。
瑪麗的屬靈生活／觀，顯出其極端自毀（extremes of self-deprivation）的行徑。此種行徑啟發了當時一些沒有社會地位、財富和教育的女性走進修道院中過宗教式的生活。

## 恩賜

### 眼淚
事實上，瑪麗作為一個聖人的特別之處是她的哭泣。瑪麗經常難以克服在情感上的悲傷，在雅克·德維特里的文章中描述了她會長期和劇烈地流淚。她特別在思想基督的苦難時，並感受到被釘十字架的基督所承受的痛苦時，會哭泣得比平常更加激動。 另外，她也會為了城市裡居民的罪惡而啜泣。當她在聖週的敬拜快要結束，並想起上帝時，便會持續流淚幾天，這顯示出她對基督的愛和與基督的關係。他也據說有時會看見許多來自上帝的異象，並同時經歷了狂喜，並在冥想基督時會不受控制地哭泣。雅克告訴我們關於瑪麗的一件事，就是在他描述她的童年和結婚之後。她的淚水常常浸濕了教會的地板，甚至連她的腳印也因著她的淚水而被清楚地看見。

### 聖體及聖化物品的鑑定
瑪麗致力於聖體和聖事的工作，她認為基督的身體存在於一般平民大眾的麵包和酒中，她經歷和感受到基督在這些物質中的存在。另一方面，她致力研究聖人的遺物，她可以對那些遺物作出鑑定，甚至透過一個聖人的名字理解他的「神聖」。瑪麗宣稱她得到了與基督身體特別聯合的恩賜，這個聯合的特別部分是她可以辨別出被聖化和未被聖化之物。她誓言只吃那些被聖化的薄餅，而她聲稱未被聖化的麵包會使她生病。在她死亡的時候，她的屍體被發現是極度消瘦的。縱然如此，瑪麗表明她在基督裡的快樂生活的精神從未動搖過。
對於自己遺體的處理，瑪麗亦非常看重。由於在中世紀的時代的文物價值很高，瑪麗尋求有人在她死後嚴格地保護她的遺體以供聖用。在她死之前，瑪麗聽到有一個人會拔掉死去聖人的牙齒。她顫抖著譴責這個人，懇求他不會在她死後這樣對待她。為防事件的發生，瑪麗指出她會於死後咬著牙，以致他不能拔掉牙齒。但那個男人認為瑪麗一定會死在他面前，並堅持說他確實會得到她的牙齒。瑪麗死後，這個人試圖從她的下巴上拔掉牙齒，但最終也不能夠，因為她的下巴緊緊地閉上。

### 神蹟
瑪麗根據記載曾經施行過不少神蹟，托馬斯的坎特普雷描寫了她生命中經歷過的異象、預言和神蹟醫治能力。托馬斯的作品裡指出瑪麗曾預見到有關雅克·德維特里的一個異象，她看見到他將被送到海上的一個偏遠地方，她預先警告他不要抵擋主的旨意。之後，雅克確實被叫到這個偏遠地區，證明她的預測是準確的。瑪麗有一次把她自己遺漏下來的頭髮的給了一個患病的人，這個病人透過接受這些頭髮，他的病便得到了醫治。
瑪麗的另一個遭遇是她和一群人在一場嚴重的暴風雨期間被救了，像在約翰福音裡所提及的情況。當她和這群人一起旅行時，暴風雨開始在他們附近打起來。瑪麗祈求上帝的憐憫，祈禱希望從風暴中倖免。風暴在他們周圍肆虐，但他們自己並沒有沾到一滴雨，他的同伴們都很驚訝，接著瑪麗之後的感恩禱告內容是希望所有看到這神蹟的人都能夠相信上帝。
瑪麗的美德，亦顯於她所推行的神蹟。有一次，瑪麗照顧著一個在病牀上，患有嚴重疾病的婦人。這垂死的婦人身上，瑪麗看見一大群邪靈。於是，瑪麗立刻反常地在病牀邊跳來跳去，並藉著禱告與那不潔淨的靈爭戰。期後，那婦人亦為著自己的罪感到懊悔，希望減少將來靈魂留在煉獄的時間。
瑪麗亦曾經幫助和安慰一位弟兄的母親，在協助的過程中，她以自殘的方式去讓這位母親減輕對疼痛的憂慮。亦有很多受傷的人（如骨折）求醫不果，也會來求瑪麗的醫治。瑪麗有不少為病人按手祈禱，而得著神蹟醫治的經歷。有一次，一個耳朵流著血的男孩找到瑪麗，瑪麗為他按手祈禱後，他耳朵完全被醫治。瑪麗曾經為一個有抑鬱的修女禁食祈禱，一共持續了四十天。最後，這位修女得著醫治和釋放。另外，她也為其他受到抑鬱困擾或被邪靈所控的人祈禱。以上種種可見，瑪麗的一生確是經歷了不少神蹟，也為身邊的人帶來不少影響。

## 瑪麗的七靈
在瑪麗的生命中，她經歷了不少異象，而在詹姆斯·維特里記載中，記錄了瑪麗在異象中的七個靈，這七個靈使她更親近上帝，也讓她對人作出服事。
- 對主恐懼的靈：雖然瑪麗理解約翰一書4:18中所提及「愛裡沒有懼怕，愛既完全，就把懼怕除去」的意思，但因着人心的軟弱，她依然有感到懼怕的時候，並擔心自己沒有相應的行動合乎上帝的標準。[1]此外，詹姆斯·維特里提出瑪麗接受和重視男性的壟斷。儘管她的精神上異常獨立，並尋求與上帝直接交流。她卻向祭司和她的懺悔者（詹姆斯·維特里）要求建議和指導，並期望他們作出回應。而且，瑪麗拒絕為那些向她尋求精神諮詢的人提供意見，詹姆斯·維特里將瑪麗這種拒絕定義為謙卑，並把這種謙卑視作對上帝恐懼的證據。[14]

- 虔誠的靈：瑪麗認為公義的基督對那些在煉獄中受到折磨的人充滿愛，故此她為自己的禱告感到滿足，因她能親近這位充滿愛的上帝。此外，她亦相信自己將從其他人和群眾獲得了許多的代禱。這種信念顯出瑪麗對基督的信任，也讓我們看見她虔誠的靈。

- 知識的靈：瑪麗在聖餐中亦有經歷異象，她可以通過「知識的靈」來區分誰值得接受靈和誰不值得接受靈。那些值得接受靈者，靈會降臨在他們身上。至於那些不值得接受靈者，他們的魂會感到空虛，因靈並不會降臨到他們身上。

- 堅韌的靈：瑪麗的忍耐是因她虔誠的自殘養成﹐她把苦難/自殘理解成一件特別的事，認為那是耶和華賜給她的禮物。瑪麗能經歷這些苦難/自殘，是因她有「堅韌的靈 」，此靈讓她面對此等苦難/自殘仍能忍受得住。

- 指導的靈：因為瑪麗有能力預言別人的事，所以她能夠給予別人很好的指導。 而她的一個朋友，更指出瑪麗的安慰很有效。[1]

- 理解的靈：瑪麗能夠知道別人未說出的想法，這個能力是她另一個的恩賜。 一位牧師曾在一個彌撒中讚賞她，儘然牧師沒有說出讚賞的話，但瑪麗卻能於沒有聽到牧師讚賞她的情況，清楚認知該牧師的心意。[1]

- 智慧的靈：瑪麗在她的生日期間被聖徒探訪，這些聖徒也帶來了其他人。儘然瑪麗從前並沒有與他們碰面，她卻能識別他們每一個人。[1]

## 體驗異類的四個方法
瑪麗被認為有四個方法能讓她經歷和看見靈魂在地獄裏受的痛苦，這些看見讓她得着異類的經驗，方法如下：
- 耗盡的看見：此種體驗方法是瑪麗於婚後才領略，提倡的是一種超出常態的刻苦生活。透過超出負荷的艱苦生活，讓自己得着異類經驗。
- 耶穌的生活：此種體驗方法旨在效法耶穌的生活模式，此生活模式讓瑪麗的生活充滿淚水，而雅克將此形容為淚的湧流（flood of tears）。
- 狂熱的自我譴責
- 煉獄的手

第三點「狂熱的自我譴責」和第四點「煉獄的手」均是一些自我傷害的行為，第三點要求瑪麗用刀切出自己的一塊肉，第四點則要求她不斷的禁食和工作。

## 評價

### 天主教會對瑪麗的評價
因着瑪麗的服事，瑪麗被天主教會確認其進行宣福禮的資格，透過此禮儀認定其信仰足以升上天堂，而瑪麗的聖人慶日是在六月廿三日。

### 詹姆斯·維特里對瑪麗的評價
作為瑪麗會向其殲悔的人，詹姆斯·維特里於1215年記錄下瑪麗的生活。在他對瑪麗的描述中，他指出適當的女性氣質實質上是一些自然的美德，無需刻意培養，而瑪麗正正具備這些自然的美德。
根據詹姆斯的評論，瑪麗是一個「虛弱的」人，而同時也是「溫柔的」人。同時，他把瑪麗的虔誠表現形容為「自然的」。儘然他把瑪麗形容為 「虚弱的」及「温柔的」，但他同時指出瑪麗的身體強壯，並具備強烈的決心，能夠把超強的耐力和意志力投放於她的禱告生活。至於瑪麗的禁慾主義，他把其強度形容為一名運動員的訓練。此外，雖然雅克一方面主張瑪麗長時間的齋戒和艱苦的奉獻習慣對她的健康或工作能力沒有影響，但他在另外一些地方卻將她描述為嚴重衰弱、虛弱、常常生病，並且瑪麗在三十六歲，仍於年青的時間去世，顯出瑪麗的健康情況不佳。

### 托馬斯·坎特普雷對瑪麗的評價
托馬斯出生於約公元1200年，出生地點為路易聖皮埃爾布拉班特的一個小鎮，此小鎮位於布魯塞爾的東南部。托馬斯的家人是布拉班特的貴族，他們鼓勵托馬斯成為牧師。托馬斯是一個熱心靈於魂得救的牧師，致力於講道和聽證。正如詹姆斯以瑪麗作為屬靈母親，托馬斯把瑪麗亦視作其屬靈指導。
《瑪麗的生活補充》是由托馬斯所寫，成書時間約在公元1230年。在托馬斯的著作中，瑪麗是一個虔誠的人，他常常把她形容為神的女僕，並且充滿了聖靈。他暗示瑪麗是自己心中的模範，因他深深感受到到瑪麗這個基督女僕的屬靈力量，並渴望能加以效法。

### 詹姆斯·維特里的互動
瑪麗過身後，詹姆斯希望取得瑪麗在教會的工作地方，但最終未能成功。十五年後，托馬斯向詹姆斯斯提出投訴，當時的詹姆斯已經被他的主教逐出了洛林，而瑪麗也已經死了差不多二十年。

## 爭議事件
於過去的日子，貞女曾被認定為可能的異端。 瑪麗過去曾有不少經歷，亦與雅克·德維特里相處了一段頗長的時間。雅克為一個崇拜瑪麗的牧師，也是是她的懺悔者。於該時期，雅克是一個活躍和備受讚賞的傳道者，特別是反對卡塔爾異端，但他也成功地倡導教皇接受在列日教區的貞女，堅持他們是正統的。 
在許多方面，瑪麗的生活模式是中世紀聖潔婦女的典範。事實上，瑪麗是最早在列日（Leège）教區半宗教生活的女人之一，詹姆斯·維特里在她去世後不久（約於1215年）所完成的生活記錄，確立了瑪麗的宗教典範，也讓我們了解其宗教生活模式。
對於瑪麗的生活，更有人指出她有聖彼得的話語刻印於她心上，並能從中了解與婦女相關的議題。更有人指出透過她臉上所顯出的聖靈，他們知道她發出了神的力量。由此可見，瑪麗於基督教上的影響確是不容忽視。